# Villaines-en-Duesmois
Villaines-en-Duesmois är en kommun i departementet Côte-d'Or i regionen Bourgogne-Franche-Comté i östra Frankrike. Kommunen ligger i kantonen Baigneux-les-Juifs som tillhör arrondissementet Montbard. År 2022 hade Villaines-en-Duesmois 252 invånare.

## Befolkningsutveckling
Antalet invånare i kommunen Villaines-en-Duesmois
Referens:INSEE